# Dario Edoardo Viganò
Dario Edoardo Viganò (Rio de Janeiro, 27 giugno 1962) è un presbitero, critico cinematografico e teorico della comunicazione italiano.
Autore di libri ed articoli dedicati al rapporto tra il cinema ed il mondo cattolico, è professore ordinario presso la Università telematica internazionale Uninettuno ed è stato professore ordinario presso la Pontificia Università Lateranense e docente a contratto presso la Lumsa (Libera Università Maria Santissima Assunta) e la Libera Università Internazionale degli Studi Sociali LUISS "Guido Carli" di Roma.
Dal 2004 al 2015 è stato presidente della Fondazione Ente dello Spettacolo e direttore della «Rivista del Cinematografo».
Dal 27 giugno 2015 al 21 marzo 2018 è stato prefetto della Segreteria per la comunicazione della Santa Sede.

## Biografia
Studia filosofia presso l'Università degli Studi di Milano. Durante i suoi studi di dottorato in storia del cinema (pubblicati nel 1997 da Edizioni Castoro), lavora presso l'ufficio per le comunicazioni sociali dell'arcidiocesi di Milano, dove è responsabile delle sale della comunità. Consegue licenza e dottorato in scienze della comunicazione presso l'Università Pontificia Salesiana.
Il 13 giugno 1987 è ordinato sacerdote dal cardinale Carlo Maria Martini, arcivescovo di Milano, e inizia a collaborare con la Conferenza Episcopale Italiana. Dopo essere stato per un breve periodo coadiutore a Garbagnate Milanese e poi a Milano nella parrocchia di San Pio V, diviene docente incaricato di etica e deontologia dei media presso l'Alta Scuola di Specializzazione in Comunicazione dell'Università Cattolica del Sacro Cuore di Milano e docente di Semiotica del cinema e degli audiovisivi e Semiotica e comunicazione d'impresa presso la facoltà di scienze della comunicazione dell'università LUMSA (Libera Università Maria Santissima Assunta) di Roma.
È professore ordinario di teologia della comunicazione e preside dell'Istituto pastorale Redemptor hominis presso la Pontificia Università Lateranense di Roma, dove viene nominato, inoltre, direttore del Centro Interdisciplinare Lateranense. Sempre alla Lateranense, è docente presso l'Istituto Superiore di Scienze Religiose "Ecclesia Mater".
È docente incaricato di semiotica del cinema e degli audiovisivi, linguaggi e mercati dell'audiovisivo e teoria e tecniche del cinema presso la facoltà di scienze politiche della Libera Università Internazionale degli Studi Sociali LUISS "Guido Carli" di Roma, dove nel 2008 è nominato membro del comitato direttivo del centro di ricerca Centre for Media and Communication Studies (CMCS) "Massimo Baldini"  (centro di ricerca diretto da Michele Sorice e dedicato alla memoria di Massimo Baldini) nonché membro del comitato scientifico della serie editoriale CMCS-LUISS Working Papers.
Nel 2011 è nominato "socio corrispondente" della Pontificia accademia di teologia.

### Carriera
Nel 2004 gli viene chiesto di assumere il ruolo di presidente dell'Ente dello Spettacolo (EdS), organizzazione cinematografica fondata nel 1946 e che, nel 2006, diviene la Fondazione Ente dello Spettacolo (FEdS). È inoltre direttore della «Rivista del Cinematografo» (la più longeva rivista italiana sul cinema, fondata a Milano nel 1928 e curata dalla Fondazione Ente dello Spettacolo).
È nominato membro della Commissione per la cinematografia – Sottocommissione per il riconoscimento dell'interesse culturale, da parte del Ministero per i Beni e le Attività Culturali, Direzione generale per il cinema e presidente della Commissione Nazionale Valutazione Film (CNVF), della Conferenza Episcopale Italiana (CEI).
Nel 2008 diviene membro del consiglio di amministrazione della Fondazione Centro Sperimentale di Cinematografia, con delega alla Cineteca Nazionale e all'editoria.
Negli ultimi dieci anni è stato assistente di ricerca, per il settore cinema, dell'ufficio nazionale per le comunicazioni sociali della Conferenza Episcopale Italiana, diretto da mons. Domenico Pompili. È anche direttore scientifico del corso di formazione in e-learning "ANICEC", rivolto agli animatori della comunicazione e della cultura. Il corso si avvale del supporto accademico del Centro Interdisciplinare Lateranense della Pontificia Università Lateranense ed è promosso dalla Fondazione Comunicazione e Cultura della Conferenza Episcopale Italiana.
Nel 2010 è scelto come membro della giuria di "Controcampo italiano", sezione competitiva sulle tendenze del cinema italiano alla 67ª Mostra internazionale d'arte cinematografica di Venezia, la cui giuria è composta anche dall'attore Valerio Mastandrea (presidente della giuria) e dalla regista Susanna Nicchiarelli.
Il 22 gennaio 2013 è nominato direttore del Centro Televisivo Vaticano (CTV) e segretario del Consiglio di Amministrazione del medesimo Centro.
Il 27 giugno 2015 è nominato primo prefetto della Segreteria per la comunicazione, lasciando il ruolo del direttore del CTV, ma rimanendo il segretario del consiglio di amministrazione del CTV.
Dal 29 settembre 2016 è membro della Congregazione per il clero e della Congregazione per l'educazione cattolica.
Il 21 marzo 2018 papa Francesco ha accettato la sua rinuncia a prefetto della segreteria per la comunicazione e l'ha nominato assessore del dicastero per la comunicazione affidando il mandato di proseguire nel lavoro avviato per il progetto di riforma. Alla base delle dimissioni c'è il caso legato alla lettera del papa emerito Benedetto XVI con la quale quest'ultimo faceva presente che non intendeva comporre la prefazione ad una collana di libri di vari autori sui principali concetti teologici promossi da papa Francesco, collana curata da don Roberto Repole (successivamente nominato arcivescovo di Torino e creato cardinale da Papa Francesco), che il prefetto della segreteria per la comunicazione ha diffuso con una sfocatura nella fotografia della lettera, omettendo una parte del testo del seguente tenore: “Solo a margine – scriveva Benedetto – vorrei annotare la mia sorpresa per il fatto che tra gli autori figuri anche il professor Hünermann, che durante il mio pontificato si è messo in luce per avere capeggiato iniziative antipapali. Egli partecipò in misura rilevante al rilascio della ‘Kölner Erklärung’ (la dichiarazione di Colonia del 1989 che metteva all’indice il pontificato di Giovanni Paolo II, ndr), che, in relazione all’enciclica Veritatis splendor, attaccò in modo virulento l’autorità magisteriale del Papa specialmente su questioni di teologia morale. Anche la ‘Europäische Theologie gesellschaft’, che egli fondò, inizialmente da lui fu pensata come un’organizzazione in opposizione al magistero papale".
Il 31 agosto 2019 è nominato vicecancelliere della Pontificia accademia delle scienze e della Pontificia accademia delle scienze sociali, "con specifica competenza per il settore della comunicazione".. Nel maggio 2021, per la prima volta in assoluto, cura la rubrica "Le Ragioni della Speranza" all'interno del programma A Sua immagine su Raiuno. Rubrica che cura e conduce ancora oggi.
Dal 2022 è presidente della Fondazione MAC – Memorie Audiovisive del Cattolicesimo.

## Opere
- POP FILM ART. Visual culture, moda e design nel cinema italiano anni '60 e '70, Edizioni Sabinae, Roma (con Stefano Della Casa e Pierpaolo De Sanctis), 2012
- Cari Maestri. Da Susanne Bier a Gianni Amelio i registi si interrogano sull'importanza dell'educazione, Cittadella editrice, 2011
- Chiesa e pubblicità. Storia e analisi degli spot 8x1000, Rubbettino Editore Soveria Mannelli, 2011
- Il prete di celluloide. Nove sguardi d'autore, Cittadella editrice Assisi, 2011
- La musa impara a digitare. Uomo, media e società, Lateran University Press, Città del Vaticano, 2009
- La Chiesa nel tempo dei media, Edizioni OCD, Roma, 2008
- L'adesso del domani. Raffigurazioni della speranza nel cinema moderno e contemporaneo, Effatà Editrice, Torino (con G. Scarafile), 2007
- Gesù e la macchina da presa. Dizionario ragionato del cinema cristologico", Lateran University Press, Città del Vaticano, 2005
- I sentieri della comunicazione: storia e teorie, Rubbettino, Soveria Mannelli, 2003
- Cinema e Chiesa. I documenti del Magistero, Effatà Editrice, Torino, 2002
- Essere. Parola. Immagine. Percorsi del cinema biblico, Effatà Editrice, Torino (con D. Iannotta), 2000
- Un cinema ogni campanile. Chiesa e cinema nella diocesi di Milano, Il Castoro, Milano, 1997
- La settima stanza. Un film di Márta Mészáros, Centro Ambrosiano, Milano (con C. Bettinelli), 1997
- I mondi della comunicazione, Centro Ambrosiano, Milano  (con M. L. Bionda, A. Bourlot), 1997
- I figli e la televisione, In dialogo, Milano (con M. L. Bionda, G. Michelone), 1996
- I preti del cinema. Tra vocazione e provocazione, Istituto di Propaganda Libraria, Milano  (con E. Alberione), 1995
- Cinema, cinema, cinema. Dalle origini ai nostri giorni, Edizioni Paoline, Milano  (con G. Michelone), 1995
- La televisione in famiglia. Trasmissioni a confronto, Edizioni Paoline, Milano  (con G. Michelone), 1995
- Il teleforum. Domande e risposte sul piccolo schermo, Edizioni Paoline, Milano  (con G. Michelone), 1994
- Cesare Zavattini e l’eredità culturale tra Italia e Cuba | Cesare Zavattini y la herencia cultural entre Italia y Cuba, Edizioni Magale, Roma, 2022
- Non è solo fatica, è amore. I campioni dello sport tra passione e solidarietà. Prefazione di papa Francesco, Edizioni San Paolo, Cinisello Balsamo, Milano  (con Valerio Alessandro Cassetta), 2022
- La mirada: puerta del corazón. El neorrealismo en la cultura cinematográfica. Con una entrevista al Papa Francisco sobre el cine , Romana Editorial, Madrid, 2022
- L’illusione di un mondo interconnesso. Relazioni sociali e nuove tecnologie, Edizioni Dehoniane Bologna, Bologna, 2021
- Lo sguardo: la porta del cuore. Il neorealismo tra memoria e attualità. Con un’intervista a papa Francesco sul cinema, Effatà Editrice, Cantalupa, Torino, 2021
- Testimoni e influencer. Chiesa e autorità al tempo dei social, Edizioni Dehoniane Bologna, Bologna, 2020
- Papa Francesco. Un uomo di parola, Libreria Editrice Vaticana, Città del Vaticano (con G. Della Maggiore), 2020
- Il Cinema dei Papi. Documenti inediti dalla Filmoteca vaticana, Marietti, Bologna, 2019